# آستین کوپر (وکیل)
آستین کوپر (۱۹۳۰–۲۴ سپتامبر ۲۰۱۳) وکیل کیفری کانادا بود. پرونده‌های وی شامل دفاع از کیت ریچاردز ، گیتاریست رولینگ استونز در دهه ۱۹۷۰ به دلیل داشتن هروئین و سوزان نلس، پرستاری است که به جرم قتل نوزادان در یک جنجال مرگ در بیمارستان تورنتو متهم شد. او فارغ‌التحصیل دانشکده حقوق هال اسگوود بود.